# Uredinopsis americana
Uredinopsis americana är en svampart som beskrevs av Syd. & P. Syd. 1903. Uredinopsis americana ingår i släktet Uredinopsis och familjen Pucciniastraceae.   Inga underarter finns listade i Catalogue of Life.